# Список вулиць Львова (В)
Список усіх вулиць Львова, що починаються на літеру В.
У списку вулиці подані за алфавітом. Назви вулиць на честь людей відсортовані за прізвищем і подаються у форматі Прізвище Ім'я і/або Посада. Якщо вулиця названа за цілісним псевдонімом або прізвиськом, то сортування відбувається за першої літерою псевдоніма або імені, тобто Лесі Українки — на літеру Л, Марка Вовчка, Марка Черемшини — на М, Олени Пчілки — на О, Панаса Мирного — на П, Янки Купали — на Я тощо.
Курсивом позначені зниклі вулиці.
Колір фону у списку залежить від типу урбаноніма.
| Назва                   | Тип    | Колишні назви | Район                        | Місцевість          | Рік затв.              | Джерела                    |
| ----------------------- | ------ | --- | ---------------------------- | ------------------- | ---------------------- | -------------------------- |
| Вагилевича Івана        | вулиця | Серет, Зельона бочна, Ваґілевіча, Ромерґассе | Личаківський                 | Личаків             | 1944                   | ВЛ, ГМ, Л                  |
| Вагова                  | вулиця | Ваґова, Вааґеґассе | Шевченківський               | Центр               | 1944                   | ВЛ, ГМ, Л                  |
| Вагонна                 | вулиця | Ваґонова, Ваґґонґассе | Залізничний                  | Богданівка          | 1934                   | ВЛ, ГМ, Л                  |
| Вакарчука Івана         | вулиця | Баденіх, Полтавська, Ганс Сахсштрассе, Рилєєва | Галицький                    | Центр               | 2022                   | ПСВЛ, ІВЛ, ВП, Л           |
| Валова                  | вулиця | Валова, Валльштрассе | Галицький                    | Центр               | 1818                   | ВЛ, ГМ, Л                  |
| Варшавська              | вулиця | Лєґіонув, Варшавска; Довжинкова, Урожайна, Варшавська (частина); Лімановскєґо (Клепарів), Цісова, Айбенґассе, Тисова, Варшавська (частина); Капусціньскєґо, Сьвєркова, Кедрова, Варшавська (частина); Буйна, Варшавська (частина) | Шевченківський               | Клепарів, Голоско   | 1926, 1944, 1973, 1993 | ВЛ, ГМ, Л                  |
| Васильківського Сергія  | вулиця | Анчевскіх, Роонґассе, Анчевських | Франківський                 | Новий Світ          | 1946                   | ВЛ, ГМ, Л                  |
| Васильченка Степана     | вулиця | Бочна (Знесіння), Знєсєня бочна, Білінкєвіча, Білинкевича | Личаківський                 | Нове Знесіння       | 1946                   | ВЛ, ГМ, Л                  |
| Вахнянина Анатоля       | вулиця | Кохановскєґо, Копця, Погулянка Небенґассе, Дундича | Личаківський                 | Погулянка           | 1991                   | ВЛ, ГМ, Л                  |
| Вашингтона Джорджа      | вулиця | Пасєкі Галіцкє (частина), Пасіки Галицькі, Батальна | Личаківський                 | Пасіки, Майорівка   | 1992                   | ВЛ, ГМ, Л                  |
| Веделя Артема           | вулиця | Ляховіча, Закладова бочна, Кранкенґаус Небенґассе, Бічна Закладова, Бічна Артема | Франківський                 | Кульпарків          | 1993                   | ВЛ, ГМ, Л                  |
| Веливока Владислава     | вулиця | Металістів | Шевченківський               | Знесіння            | 2022                   | ПСВЛ, ВП, Л                |
| Величка Самійла         | вулиця | Глувна, Зиґньовер-Гауптштрассе, Головна, Червонокозача | Залізничний                  | Сигнівка            | 1991                   | ВЛ, ГМ, Л                  |
| Величковського Івана    | вулиця | Шевченка (частина) | Шевченківський               | Рясне               | 1992                   | ВЛ, ГМ, Л                  |
| Вербицького Михайла     | вулиця | Хшановскєй, Фоґельвайдеґассе, Даргомижського | Франківський                 | Новий Світ          | 1992                   | ВЛ, ГМ, Л                  |
| Вербова                 | вулиця | Вежбова | Шевченківський               | Замарстинів         | 1946                   | ВЛ, ГМ, Л                  |
| Вересая Остапа          | вулиця | Островського (Рясне), Хоткевича (Рясне) | Шевченківський               | Рясне               | 1991                   | ВЛ, ГМ, Л                  |
| Вернадського Володимира | вулиця | | Сихівський                   | Сихів               | 1989                   | ВЛ, ГМ, Л                  |
| Вернигори               | вулиця | Декерта бочна налєво | Залізничний                  | Привокзальна        | 1934                   | ВЛ, ГМ, Л                  |
| Верхратського Івана     | вулиця | Ґофмана бочна, Ґоломба, Рентґенґассе, Голомба | Личаківський                 | Личаків             | 1946                   | ВЛ, ГМ, Л                  |
| Вершницька              | вулиця | Польова (Кам'янка) | Залізничний                  | Кам'янка            | 1958                   | ВЛ, ГМ, Л                  |
| Весела                  | вулиця | Хасідім пшечніца (Старозаконна пшечніца), Весола | Галицький                    | Центр               | 1944                   | ВЛ, ГМ, Л                  |
| Весняна                 | вулиця | Оґродніцка бочна, Оброньцув Львова (Замарстинів), Залєскєґо, Залєського | Шевченківський               | Замарстинів         | 1950                   | ВЛ, ГМ, Л                  |
| Ветеранів               | вулиця | Ветеранув | Шевченківський               | Клепарів            | 1944                   | ВЛ, ГМ, Л                  |
| Вечірня                 | вулиця | Млоцкєґо, Млоцького | Залізничний                  | Скнилівок           | 1950                   | ВЛ, ГМ, Л                  |
| Вигін                   | вулиця | Бочна Сіховскєй дроґі, Виґон | Сихівський                   | Снопків             | 1944                   | ВЛ, ГМ, Л                  |
| Виговського Івана       | вулиця | Пуста, Терешкової | Залізничний                  | Сигнівка, Скнилівок | 1991                   | ВЛ, ГМ, Л                  |
| Вигода                  | вулиця | Ягєллоньска, Вигідна | Залізничний                  | Левандівка          | 1933                   | ВЛ, ГМ, Л                  |
| Вилітна                 | вулиця | Суха (Знесіння), Вильотова | Шевченківський               | Знесіння            | 1946                   | ВЛ, ГМ, Л                  |
| Винниківська            | вулиця | 29 листопада (Гори) | Личаківський                 | Ялівець             | 1958                   | ВЛ, ГМ, Л                  |
| Винниця                 | вулиця | За Торем, Вінніца, Шпалі (Клепарів) | Шевченківський               | Клепарів            | 1944                   | ВЛ, ГМ, Л                  |
| Винниченка Володимира   | вулиця | Шерока за Бернардинамі (частина), Паньска вижша, Чарнєцкєґо, Радянська, Дістріктштрасе, Чарнецького, Радянська | Личаківський                 | Центр               | 1992                   | ВЛ, ГМ, Л                  |
| Виноградна              | вулиця | | Франківський                 | Кульпарків          | 1956                   | ВЛ, ГМ, Л                  |
| Випасова                | вулиця | Заґродова | Шевченківський               | Голоско             | 1933                   | ВЛ, ГМ, Л                  |
| Висока                  | вулиця | | Шевченківський               | Замарстинів         | 1958                   | ВЛ, ГМ, Л                  |
| Високий Замок           | вулиця | | Галицький                    | Високий Замок       | 1960                   | ВЛ, ГМ, Л                  |
| Височана Семена         | вулиця | Монопольова, Монопольна | Личаківський                 | Підзамче            | 1963                   | ВЛ, ГМ, Л                  |
| Вишенського Івана       | вулиця | Виспяньскєґо, Виспянського | Личаківський                 | Личаків             | 1950                   | ВЛ, ГМ, Л                  |
| Вишиваного Василя       | площа  | Крука, Людвіґ Зандпляц, Патріотів | Галицький                    | Снопків             | 1993                   | ВЛ, ГМ, Л                  |
| Вишнева                 | вулиця | Смєлі, Вісньова | Шевченківський               | Голоско             | 1946                   | ВЛ, ГМ, Л                  |
| Вівсяна                 | вулиця | Нова (Сигнівка), Овсяна, Гаферґассе | Залізничний                  | Сигнівка            | 1946                   | ВЛ, ГМ, Л                  |
| Віденська               | вулиця | Красучиньска, Ной Лемберґерштрассе, Карбишева | Сихівський                   | Новий Львів         | 2018                   | ВЛ, ПСВЛ, ІВЛ, ВП, Л, РЛМР |
| Відкрита                | вулиця | Шпісвеґ | Франківський                 | Вулька              | 1934                   | ВЛ, ГМ, Л                  |
| Війтовича Петра         | вулиця | Домса, Фраунештрассе, Червонофлотська | Галицький                    | Новий Світ          | 1991                   | ВЛ, ГМ, Л                  |
| Вільде Ірини            | вулиця | Птасьніка, Роменська, Птасьника, Марата | Личаківський                 | Личаків             | 1993                   | ВЛ, ГМ, Л                  |
| Вільна                  | вулиця | | Шевченківський               | Клепарів            |                        | ГМ                         |
| Вільхова                | вулиця | Лєсьна (Сигнівка), Ольхова | Залізничний                  | Сигнівка            | 1946                   | ВЛ, ГМ, Л                  |
| Віри, Надії, Любові     | вулиця | | Шевченківський               | Збоїща              | 2017                   | РЛМР                       |
| Вірменська              | вулиця | Пєкарска (частина), Академіцка (частина), Унівеситетцка (частина), Ормяньска, Ормяньска вижша, Ормяньска стара, Ормянська вєлька, Бюрґерштрассе, Ормянська; Дзєдушицкіх, Вельфенштрассе                                           | Галицький                    | Центр               | 1946                   | ВЛ, ГМ, Л                  |
| Вітвера Гартмана        | вулиця | Гліняньска вижша, Скшинскєґо, Голубєва, Скшинського, Шапошникова | Личаківський                 | Личаків             | 1991                   | ВЛ, ГМ, Л                  |
| Вітовського Дмитра      | вулиця | Пливальні, Дроґа до Пелчиньскєґо ставу, Пелчиньска, Гербстштрассе, Пелчинська, Дзержинського | Галицький, Франківський      | Цитадель            | 1991                   | ВЛ, ГМ, Л                  |
| Вітрякова               | вулиця | | Сихівський                   | Козельники          | 1958                   | ВЛ, ГМ, Л                  |
| Вітряна                 | вулиця | | Залізничний                  | Скнилівок           | 1958                   | ВЛ, ГМ, Л                  |
| Вічева                  | площа  | Пляц Бенедиктиньскі, Вічева | Шевченківський               | Центр               | 1950                   | ВЛ, ГМ, Л                  |
| Вічева                  | вулиця | Бенедиктиньска пшечніца, Бенедиктиньска, Бенедиктинська | Шевченківський               | Центр               | 1970                   | ВЛ, ГМ, Л                  |
| Вовка Федора            | вулиця | Спадиста (Великі Кривчиці) | Личаківський                 | Великі Кривчиці     | 1992                   | ВЛ, ГМ, Л                  |
| Водна                   | вулиця | Зьрудлянє пшечніца, Водна, Вассерґассе | Шевченківський               | Клепарів            | 1944                   | ВЛ, ГМ, Л                  |
| Водогінна               | вулиця | Водоцьонгова, Васерверкґассе, Водотягова | Личаківський                 | Снопків             | 1946                   | ВЛ, ГМ, Л                  |
| Возняка Михайла         | вулиця | Слівіньскєґо, Слівінського | Шевченківський               | Голоско Мале        | 1963                   | ВЛ, ГМ, Л                  |
| Волинська               | вулиця | До Жезьні, Волиньска | Шевченківський, Личаківський | Підзамче            | 1913                   | ВЛ, ГМ, Л                  |
| Володимира Великого     | вулиця | Дроґа до шпіталя на Кульпарковє, Закладова, Кранкенгаусштрассе, Артема | Франківський                 | Кульпарків          | 1990                   | ВЛ, ГМ, Л                  |
| Волоська                | вулиця | Волоска, Марктґассе | Галицький                    | Штилерівка          | 1944                   | ВЛ, ГМ, Л                  |
| Волошина Августина      | вулиця | Жепіньскєґо, Коральніцка, Коралленштрассе, Коральницька, Десняка | Галицький                    | Центр               | 1991                   | ВЛ, ГМ, Л                  |
| Волошкова               | вулиця | | Шевченківський               | Циганівка           | 1958                   | ВЛ, ГМ, Л                  |
| Воля                    | вулиця | Дзіслевскєґо, Вебергассе | Франківський                 | Новий Світ          | 1944                   | ВЛ, ГМ, Л                  |
| Воробкевича Сидіра      | вулиця | Крупярска (Крупярска ґурна, частина), Орльонт, Адлерґассе, Молодіжна, Молодої Гвардії | Личаківський                 | Личаків             | 1992                   | ВЛ, ГМ, Л                  |
| Вороного Миколи         | вулиця | Гофманьска, Крента, Сенкевіча, Діхтерштрассе, Сенкевича, Тімірязєва | Галицький                    | Центр               | 1992                   | ВЛ, ГМ, Л                  |
| Врізана                 | вулиця | Уцєнта | Личаківський                 | Знесіння            | 1946                   | ВЛ, ГМ, Л                  |
| Втіха                   | вулиця | Уцєха, Житецкийгассе | Личаківський                 | Великі Кривчиці     | 1945                   | ВЛ, ГМ, Л                  |
| Вугільна                | вулиця | Венгляна | Шевченківський               | Центр               | 1946                   | ВЛ, ГМ, Л                  |
| Вузька                  | вулиця | Вонска, Шмалеґассе | Личаківський                 | Личаків             | 1946                   | ВЛ, ГМ, Л                  |
| Вулецька                | вулиця | Зельона бочна, Бічна Зелена | Сихівський                   | Сихів, Пирогівка    | 1962                   | ВЛ, ГМ, Л                  |